# 1948 en Bretagne
 Chronologie de la Bretagne
- 1944
- 1945
- 1946
- 1947
- 1948
- 1949
- 1950
- 1951
- 1952

Cette page recense des événements qui se sont produits durant l'année 1948 en Bretagne.

## Société

### Naissance
- 6 janvier à Brest : Odette Herviaux, personnalité politique française. Membre du parti socialiste, elle a été maire de La Croix-Helléan (Morbihan) et conseillère régionale de Bretagne. Elle est sénatrice du Morbihan entre 2001 et 2017.

- 4 juillet à Brest : Éliane Jacq (décédée le 28 février 2011 à Lorient), athlète française spécialiste du 400 mètres.

## Culture

### Arts
- création du cercle celtique Eostiged ar Stangala basé dans le quartier de Kerfeunteun à Quimper[1].